# エハラマサヒロ
エハラ マサヒロ（1982年5月29日 - ）は、日本のお笑いタレント、ものまねタレント、ミュージカル俳優、YouTuber。大阪府東大阪市出身。本名は江原 正洋（読み同じ）。

## 来歴
大阪教育大学附属高等学校天王寺校舎卒業。大阪NSC24期生。
吉本興業大阪本社から東京本社に移籍。かつてはお笑いコンビ、グループを組んで活動、『カウンターパンチ』（相方は後にミュージシャンとなる日比直博）→『アンディ』の2組を経てピン芸人に、その後『ロングフリーズ』で活動した後、2005年に上京。1年半後にピン芸人としてライブ活動を再開。2007年の『あらびき団』の初回放送などからテレビの露出が増え始め、現在に至る。
2009年の『R-1ぐらんぷり』決勝に初進出で準優勝を遂げた。
2009年11月に2歳年上のOLと入籍。『爆報! THE フライデー』（TBSテレビ）によると東芝の社員ということである。2010年4月29日に第1子女児・（長女）・美羽（みう）、誕生。名前はファンや島田秀平などに名付けてもらった。2012年9月に第2子女児（次女）・風羽（ふう）、誕生。2015年1月に第3子女児（三女）・音羽（おとは）、誕生。
2010年のR-1ぐらんぷり決勝に進出。結果はまたしても準優勝。
2017年、『ものまね王座決定戦』（フジテレビ）予選を1位通過。決勝はポルノグラフィティの「サウダージ」で得点993点を叩き出し初優勝した。
2018年8月20日、吉本坂46の1期生オーディションに合格。2018年12月に第4子男児（長男）・羽汰（うた）、誕生。
2019年11月、YouTubeチャンネル「エハラ家チャンネル」を開設。
2021年2月5日、自身のYouTubeチャンネルで妻の第5子妊娠を発表。7月9日、第5子男児（次男）杜羽（とわ）、が誕生。
2024年、自閉スペクトラムとADHDであることを告白した。
同年11月30日をもって吉本興業とのマネジメント契約を終了。

## 芸風
身の周りのネタを拾った漫談や物真似を披露している。その中で、矢野顕子のモノマネは中学生の時に始めたという。これらから応用し、あらゆる世代向けに構成した形の「世代別モノマネ」というネタもある。モノマネの他には、「めっちゃうっとうしいシンガーソングライター」、「自分のことめっちゃおもろいと思ってる中学生」、「ストリートダンサーのウザい先輩」、「予備校のウザい先生」、「成長の早い赤ちゃん」などのコントや、『雪』などの童謡を大胆にアレンジする歌ネタを主に行なっている。またボイスパーカッションやブレイクダンスなどができる。

## ものまねレパートリー
- R-指定
- 赤坂泰彦
- 中孝介
- 綾戸智恵
- いかりや長介
- 伊集院光
- ISSA
- 井上陽水
- 忌野清志郎
- 大橋卓弥
- 岡野昭仁
- GACKT
- 影山ヒロノブ
- 加藤茶
- 冠二郎
- 風見しんご
- 木村勉
- グッチ裕三
- クリス松村
- 桑名正博
- 桂銀淑
- ケーシー高峰
- こっちのけんと
- 小堺一機
- 小林旭
- コブクロ
- サンプラザ中野くん
- 財津一郎
- 坂田利夫
- 坂本九
- 清水翔太
- 子門真人
- JUNG KOOK
- シンディ・ローパー
- スギちゃん
- スキャットマン・ジョン
- 世良公則
- 高岸宏行
- 武田鉄矢
- デューク・エイセス
- ともしげ
- 土井善晴
- ナダル
- 西田敏行
- 白鵬翔
- はなわ
- 林下清志
- ビートルズ
- 藤岡弘、
- 布施明
- 古谷徹
- 北斗晶
- 布袋寅泰
- 松田大輔
- 松崎しげる
- マルシア
- 三浦大知
- 三ツ矢雄二
- 宮迫博之
- 三山ひろし
- 盛山晋太郎
- 森山直太朗
- やしきたかじん
- 矢野顕子
- 山崎まさよし
- 山寺宏一
- 山内賢
- ルイ・アームストロング
- レジー・ベネット
- レニー・ハート
- 和田アキ子
- 渡辺真知子

他多数

## エピソード
- 「細かすぎて伝わらないモノマネ選手権」では、第10回で桑名正博のモノマネをした。また、第13回では矢野顕子のモノマネで「ただ見たい!」に輝いた[14]。
- 「めっちゃうっとうしいシンガーソングライター」のネタで、CMソングネタも披露しているが[15]、2010年1月から本当にミスタードーナツのセール用CMソングを担当した[16]。
- 父親が空手道場を経営し、エハラ自身も2歳から空手を習っていた。子供の頃はこの他にもサッカー、相撲、少林寺拳法、公文、ピアノ、エレクトーン、絵画、習字、塾などの習い事を掛け持ちしていた[17]。
- 姉は、20代の頃まで体重148.6kgあったが、20代で一念発起してダイエットに挑戦して63.4kgに減量。2009年8月に放送された『魔女たちの22時』のビフォーアフター企画にも出演している。
- 「一蘭」福岡天神店入口横には、過去に来店した芸能人やタレントのサインがあるが、客と店員の間に暖簾があり顔を確認できない一蘭の接客システムのため気づかずに、サインをもらえなかった有名人の一覧にエハラの名前がある。
- 顔は遠藤要に似ていると言われ、遠藤の結婚時にエハラもTwitterで祝福した[18]。
- 高校の先輩にはロザンがいる。大阪府下でも有数の進学校で、卒業生はほぼ全員が大学へ進学するため、進学の道を選ばなかったエハラは学校内で珍しい存在であった。
- ガリガリガリクソンと仲が悪い。2014年4月5日放送の『祇園笑者』（読売テレビ）でこの二人が共演しているが「嫌いとかじゃなくて無理」とも話し、距離を置いたままだった。かつて二人は仲が良かったとのことだが、2009年にガリガリガリクソンが「エハラにネタをパクられた」とブログに書き込み大炎上して、それ以来仲が悪いという[19]。
- 5児の父であり、2010年4月に長女、2012年9月に次女、2015年1月に三女、2018年12月に長男、2021年7月9日に次男が誕生した[7]。また2018年度には長女が通う公立小学校のPTA会長も務めた[20]。
- 2019年11月27日にYouTubeチャンネル「エハラ家チャンネル」を開設し、ファミリーのほのぼのした動画がメイン。2023年3月時点でチャンネル登録者数33.8万人。2020年10月4日に、サブチャンネルの開設を発表し、2020年10月7日にサブチャンネル「エハラ家のちーちゃんねる」を開設。2023年3月時点でチャンネル登録者数15.4万人。
- 日本プロ野球の2024年のドラフト会議において、同じ読みである江原雅裕が東北楽天ゴールデンイーグルスから4位で指名された際、「42歳でドラフトにかかった」「楽天4位で指名していただいてありがとうございます」などと反応した[21][22]。

## 出演

### テレビ
- あらびき団（TBSテレビ）
- ダウンタウンのガキの使いやあらへんで!（日本テレビ）
- 笑っていいとも!増刊号（フジテレビ）
- 爆笑そっくりものまね紅白歌合戦スペシャル （フジテレビ）
- お笑い芸人歌がうまい王座決定戦スペシャル（フジテレビ）2回準決勝進出。
- ものまね王座決定戦（フジテレビ）2017年優勝・2021年準優勝。
- なべあちっ!（フジテレビ）
- エンタの神様（日本テレビ）キャッチコピーは「ウザがりのパフォーマー」→「自由自在のパフォーマー」
- ザ・イロモネア（TBSテレビ）『ゴールドラッシュ』に出演、本戦出場権獲得。
- MMM（よみうりテレビ）
- お笑いDynamite!（TBSテレビ）キャッチコピーは「矢野顕子が大好きな男」→「おとぼけシンガーソングライター」
- ジャイケルマクソン（毎日放送）
- 本番で〜す!（テレビ東京）
- 誰も知らない泣ける歌（日本テレビ）
- 月刊MelodiX!（テレビ東京）
- チャンピオンズ〜達人のワザが世界を救う〜（テレビ東京）
- おはスタ（テレビ東京）「爆笑戦士エハラマサヒロ」として出演。2020年9月21日放送の「明日をつくろう」の合唱企画に参加。
- とんねるずのみなさんのおかげでした・博士と助手〜細かすぎて伝わらないモノマネ選手権〜（フジテレビ）
- 虎の門（テレビ朝日）「あの人ならこんなこと言いそうだな選手権」
- やりすぎコージー（テレビ東京）
- オールザッツ漫才（毎日放送、2008年12月29日）
- 新春ホワイトカーペット（フジテレビ、2009年1月1日）キャッチコピーは「次世代お笑いテクニシャン」
- 新春大売り出し!さんまのまんま（関西テレビ、2009年1月2日）
- リンカーン（TBSテレビ）
- 爆笑レッドカーペット（フジテレビ）キャッチコピーは「次世代テクニシャン」
- よしもとモノマネGP（毎日放送、2009年2月21日）
- お笑い芸人親子で漫才王座決定戦スペシャル（フジテレビ 2009年6月16日）
- 爆笑トライアウト（NHK総合、2009年10月4日）
  - 会場審査で2位（473TP）となり、オンバト挑戦権獲得。視聴者投票は4位（1393票）。
- 爆笑オンエアバトル（NHK総合）戦績1勝0敗 最高505KB[注釈 1]
  - 第12回チャンピオン大会 ファイナルステージ3位
- 痛快!明石家電視台（毎日放送）
- ロンブーの怪傑!トリックスター（テレビ東京）
- ハッピーMusic（日本テレビ）
- EXE（TBSテレビ）
- ジャック10（日本テレビ）
- ピラメキーノG（テレビ東京、2010年10月8日）- 「ざっくり戦士ピラメキッド」（黒滝/白黒怪人パクリーン（声）役）
- もしものシミュレーションバラエティー お試しかっ!（テレビ朝日）
- くだまき八兵衛（テレビ東京）
- 快傑えみちゃんねる（関西テレビ）
- 使える!おしゃTV（九州放送）- レギュラー
- バカソウル（テレビ東京）- レギュラー
- ZIP!（日本テレビ）
- 関ジャニの仕分け∞（テレビ朝日）
- ピロロン学園（日本テレビ）
- 爆問パワフルフェイス!（TBSテレビ）
- 水曜日のダウンタウン （TBSテレビ、2014年11月26日、2015年5月20日、2017年4月26日、6月7日、9月6日、2018年5月16日）
- 聖夜のネタ祭!お笑いクリスマスショー! （TBSテレビ、2015年12月22日）
- スタードラフト会議（日本テレビ）
- 有吉ゼミ （日本テレビ）
- ヒルナンデス（日本テレビ）
- ものまねグランプリ（日本テレビ、2015年12月15日）
- お願い!ランキング（テレビ朝日）
- くりぃむナンチャラ（テレビ朝日、2017年9月8日）
- ウタガミ（フジテレビ）
- ショーバト!（日本テレビ）
- エハラマサヒロのパチバラ（エンタメ〜テレ、2013年8月9日 - 2015年3月27日）
  - シーズン2（2015年4月10日 - 2016年3月25日）
  - シーズン3（2016年4月8日 - 2017年3月24日）
  - シーズン4（2017年4月14日 - ）
  - シーズン5
- ハモネプ（フジテレビ）
- テストの花道（NHK Eテレ）
- 天才てれびくん（NHK Eテレ）
- KB〜カラオケバトル〜（テレビ東京）
- セクシーダンスアカデミー 〜大人のオンナ磨き〜（ダンスチャンネル、2017年2月23日 - ）
- 千鳥のクセがスゴいネタGP（フジテレビ、2020年8月15日）- 定期出演
- 千鳥の鬼レンチャン（フジテレビ、2022年6月5日・2024年1月7日)
- 激推し!今夜もドル箱（テレビ東京、2025年4月15日 - ）- レギュラーMC

### ラジオ
- MBSヤングタウン（MBSラジオ）
- ロバートのガッチャガッチャ（文化放送）
- 雨上がり決死隊べしゃりブリンッ!（TBSラジオ）
- アンタッチャブルのシカゴマンゴ（TBSラジオ）
- 関根麻里のKUSUKUSU（bayfm）
- ラジカントロプス2.0（ラジオ日本）

### 単独ライブ
- 逃京エンターテイメント（2008年8月1日、渋谷区・シアターD）
- エハラトリカルパレード（2009年9月29日、新宿区・ルミネtheよしもと）
- 吉本芸人ライブ（2010年7月31日、堺浜シーサイドステージ）
- 大阪エハーランド（2010年8月8日、京橋花月）
- 名古屋エハーランド（2010年8月14日、SUNSHINE SAKAE）
- 福岡エハーランド（2010年8月28日、イムズホール）
- 東京エハーランド（2010年9月5日、新宿区・ルミネtheよしもと）
- 札幌エハーランド（2010年9月20日、札幌市・ことにパトス）
- エハラさんといっしょファミリーコンサート（2011年9月22日・品川プリンスシアター）
- EHAR-1グランプリ（2012年1月14日・伝承ホール）
- 原点回帰（2013年9月8日・5upよしもと / 9月16日・ルミネtheよしもと）
- 伝承（2014年7月30日・伝承ホール）

### 舞台
- ミュージカル「カルテット!」（2012年4月12日 - 21日、東京グローブ座） - オーナー 役
- ミュージカル「ウィズ〜オズの魔法使い〜」 - 弱虫ライオン 役
  - 初演・2012年公演（2012年9月28日 - 30日、KAAT神奈川芸術劇場ホール / 10月4日 - 7日、梅田芸術劇場メインホール / 10月18日 - 28日、東京国際フォーラムホールC / 11月3日 - 6日、中日劇場） - 弱虫ライオン 役
  - 再演・2015年公演（2015年3月7日 - 4月26日、東京国際フォーラムホールC / 4月4日、梅田芸術劇場 メインホール / 4月18日・19日、愛知県芸術劇場大ホール / 4月25日、キャナルシティ劇場）[23]
- ミュージカル「愛の唄を歌おう」（2014年1月10日 - 21日、東急シアターオーブ） / 1月25日 - 2月2日、オリックス劇場） - タツヤ 役
- ミュージカル「天才執事ジーヴス」（2014年7月4日 - 13日、日生劇場） - ビンゴ・リトル 役
- ミュージカル「ファントム」 -アラン・ショレ 役
  - (2019年11月9日 -  12月1日、TBS赤坂ACTシアター / 12月7日 - 16日、梅田芸術劇場)
- ミュージカル「17 AGAIN」（2021年5月16日 - 6月6日、東京建物Brillia HALL / 6月11日 - 13日、兵庫県立芸術文化センター / 6月18日 - 20日、鳥栖市民文化会館 / 6月26日、広島文化学園HBGホール / 7月1日 - 11日、御園座） - ネッド 役
- 舞台「ハリー・ポッターと呪いの子」 - ロン・ウィーズリー 役[注釈 2][24][25]
  - （2022年7月8日 - 2023年9月30日、TBS赤坂ACTシアター）
- ミュージカル「トッツィー」（2024年1月10日 - 30日、日生劇場 / 2月5日 - 19日、梅田芸術劇場 メインホール / 2月24日 - 3月3日、御園座 / 3月8日 - 24日、博多座 / 3月29日・30日、岡山芸術創造劇場） - ロン・カーライル 役[26]
- 舞台「ビジネスライクプレイ3」（2024年5月3日 - 11日、新宿FACE）[27]
- ミュージカル「えんとつ町のプペル」（2025年8月9日 - 30日、KAAT神奈川芸術劇場） - スコップ 役[28]

### 映画
- 劇場版 ATARU THE FIRST LOVE & THE LAST KILL（2013年、東宝）

### CM
- ミスタードーナツ「この笑顔篇」（2010年1月 - ）CMソングを担当し、本編にも少しだけ出演。
- GREE「海賊コロンブス」（2011年12月-）
- ルミネtheよしもと
- Yogibo
- 公文式

### PV
- 天才凡人「アラーム」
- Micron' Stuff「step to the Next」
- SCANDAL「どぼんどぼんどのテーマ」（作詞作曲を担当）

### イベント
- EXOファンクラブイベント（ゲスト出演）
  - 「E.X.O」- 2016年5月2日、日本武道館[29]
  - 「EXO CUP」- 2017年5月14日、幕張メッセ[30]
- モテワンコンテスト 2017（ONEZ アンバサダー）－2017年12月2日、幕張メッセ
- モテワンコンテスト 2018（ONEZアンバサダー）－2018年8月4日、幕張メッセ

### ウェブ番組
- 『さしめし』特番（MC出演、ゲストEXO-CBX）- 2017年3月10日、LINE LIVE[31]
- エハラサマヒロの平成音楽遺産（JFN PARK） - 2018年
- AbemaPrime（2019年2月14日[32]、AbemaTV） - コメンテーター

### 書籍
- エハラんち 芸人7人家族ドタバタ奮闘記（集英社）
- エハラ家チャンネル公式BOOK毎日ハッハッハ（主婦の友社）
- エハラ家の楽しすぎるホットプレートごはん（家の光協会）